# Placosaris lindgreni
Placosaris lindgreni là một loài bướm đêm trong họ Crambidae.